# Scoglio della Botte
Lo scoglio della Botte è un isolotto dell'Italia, nel Lazio.
Emerge dal mare a circa 7 miglia a sud est dell'isola di Ponza  nel Mar Tirreno. Appartiene amministrativamente al comune di Ponza. Si trova in corrispondenza della faglia che divide Ponza da Ventotene. Potrebbe essere identificata con l'Eumorfiana insula dell'epoca romana. In passato le navi della Marina Militare Italiana lo bombardavano durante le esercitazioni. Per tale motivo, la forma dell'isolotto non è più quella originaria che ne aveva ispirato il nome.